# Арзу Алієва (футболістка)
Арзу Рауф кизи Алієва (азерб. Arzu Əliyeva; нар. 12 червня 1999) — азербайджанська футболістка, захисниця.

## Життєпис
Вихованка азербайджанського футболу. На початку кар'єри виступала на батьківщині за декілька клубів, у тому числі «Тяхсіл», «Сумгаїт».
Влітку 2018 року перейшла до клубу вищого дивізіону Росії «Торпедо» (Іжевськ). Дебютний матч у чемпіонаті Росії зіграла 4 серпня 2018 року проти клубу «Рязань-ВДВ», вийшла в стартовому складі і провела на полі 51 хвилину. Всього за половину сезону взяла участь у 5 матчах вищої ліги.
У 2019 році захищала кольори азербайджанських клубів «Губек» та «Угур».
Грала за юнацьку і молодіжну збірну Азербайджану. Викликалася до складу національної збірної, але станом на листопад 2019 року в офіційних матчах за неї не грала.